# Anouska Hellebuyck
Anouska Hellebuyck (13 maart 1989) is een Belgische atlete en voormalig bobsleester. Als atlete is ze gespecialiseerd in het discuswerpen, het kogelstoten en de meerkamp. Zij veroverde vier Belgische titels.

## Biografie

### Atletiek
Hellebuyck veroverde in 2011 de Belgische titel in het discuswerpen. In 2015 werd ze indoorkampioene vijfkamp. Het jaar nadien werd ze voor de tweede maal Belgisch kampioene discuswerpen.

### Bobsleeën
In 2011 was Hellebuyck remster in de tweemansbob van Elfje Willemsen. Ze nam deel aan de Europese en wereldkampioenschappen.

### Clubs
Hellebuyck is aangesloten bij AC Deinze.

## Belgische kampioenschappen
Outdoor
| Onderdeel    | Jaar             |
| ------------ | ---------------- |
| discuswerpen | 2011, 2016, 2019 |

Indoor
| Onderdeel | Jaar |
| --------- | ---- |
| vijfkamp  | 2015 |

## Persoonlijke records
Outdoor
| Onderdeel    | Prestatie | Datum            | Plaats |
| ------------ | --------- | ---------------- | ------ |
| discuswerpen | 53,03 m   | 7 september 2019 | Deinze |
| kogelstoten  | 14,20 m   | 15 mei 2010      | Duffel |

Indoor
| Onderdeel   | Prestatie | Datum           | Plaats |
| ----------- | --------- | --------------- | ------ |
| kogelstoten | 14,02 m   | 6 maart 2010    | Gent   |
| vijfkamp    | 3546 p    | 1 februari 2015 | Gent   |

## Palmares

### Atletiek

#### discuswerpen
- 2009:  BK AC – 46,43 m
- 2010:  BK AC – 44,65 m
- 2011:  BK AC – 50,94 m
- 2012:  BK AC – 46,62 m
- 2014:  BK AC – 50,69 m
- 2015:  BK AC – 48,40 m
- 2016:  BK AC – 49,67 m
- 2017:  BK AC – 49,03 m
- 2018:  BK AC – 49,47 m
- 2019:  BK AC – 50,69 m
- 2020:  BK AC – 50,94 m
- 2021:  BK AC – 49,92 m
- 2022:  BK AC – 51,82 m
- 2023:  BK AC – 50,04 m
- 2024:  BK AC – 49,08 m

#### kogelstoten
- 2010:  BK AC – 14,12 m
- 2011:  BK AC – 13,99 m
- 2019:  BK indoor AC – 13,47 m

#### vijfkamp
- 2015:  BK indoor – 3546 p

### Bobsleeën
tweemansbob
- 2011: 10e EK in Winterberg
- 2011: 17e WK in Köningssee